# شهرستان بونگهوا
شهرستان بونگهوا (به لاتین: Bonghwa County) یک منطقهٔ مسکونی در کره جنوبی است که در جئونسانگبوک-دو واقع شده‌است. شهرستان بونگهوا ۱٬۲۰۱ کیلومتر مربع مساحت و ۴۱٬۴۵۲ نفر جمعیت دارد.